# تشان تشون هينغ
تشان تشون هينغ (بالإنجليزية: Chan Chun Hing) هو دراج هونغ كونغي. شارك في دورة الألعاب الأولمبية الصيفية.

## الميداليات
| الميدالية | المسابقة                   |
| --------- | -------------------------- |
| ذهبية     | دورة الألعاب الآسيوية 2010 |

## روابط خارجية
- تشان تشون هينغ على موقع الاتحاد الدولي للدراجات (الإنجليزية)
- تشان تشون هينغ على موقع أرشيف الدراجات (الإنجليزية)
- تشان تشون هينغ على موقع إحصائيات الدراجات الإحترافية (الإنجليزية)
- تشان تشون هينغ على موقع نسبة الدراجات (الإنجليزية)
- تشان تشون هينغ على موقع أوليمبيديا (الإنجليزية)
- تشان تشون هينغ على موقع اللجنة الأولمبية الصينية (الإنجليزية)